# Windsor Terrace (Brooklyn)
Windsor Terrace es un barrio en el distrito de Brooklyn en Nueva York. Limita con Prospect Park al noreste, con el Green-Wood Cemetery al suroeste, con la avenida Caton al sureste y con Prospect Park West al noroeste. Está ubicado entre los barrios de Park Slope al noroeste y Kensington al sureste.
El metro llegó en 1933 con la construcción de la línea South Brooklyn, ahora conocida como línea Culver" que incluye las paradas de los servicios  y  de Calle 15-Prospect Park y Fort Hamilton Parkway.
En gran parte residencial, Windsor Terrace es hogar de, principalmente, familias de ascendencia irlandesa, alemana, polaca e italiana, muchas de ellas afincadas en sus residencias desde que el barrio fue desarrollado por primera vez a comienzos del siglo XX. Con el paso del tiempo, Windsor Terrace se ha hecho cada vez más diverso, incluyendo latinos, griegos e hispanos, además de pequeñas minorías de sirios, libaneses maronitas y judíos. Más recientemente, una afluencia de refugiados de zonas cercanas y de Manhattan como resultado de la "gentrificación" ha elevado los precios de las viviendas.
El Prospect Expressway pasa a través del barrio, separado en dos mitades. Algunas calles del barrio como la avenida Greenwood y la calle Vanderbilt, fueron divididas por la autopista, mientras que otras como la calle Seeley, 11th Avenue/Terrace Place y Prospect Park West, pasan por encima de la carretera. Windsor Terrace es patrullado por el 72.º distrito policial del Departamento de Policía de Nueva York.
Nativos de Windsor Terrace son varios escritores notables, incluido Pete Hamill y su hermano Denis Hamill, mientras que Paul Auster vive cerca del barrio. Isaac Asimov vivió en Windsor Terrace cuando su padre tuvo una pequeña tienda de dulces en Windsor Place. Se cree que Asimov escribió su famoso cuento Anochecer en su dormitorio en su casa al otro lado de la calle.

## En el cine
La mayor parte de la película de Al Pacino Tarde de perros, de 1975, fue grabada en Prospect Park West entre las calles 17 y 18 en Windsor Terrace. Las películas Smoke y Blue in the Face, del director Wayne Wang, fueron filmadas en la antigua oficina de correos en la esquina de la calle 16 y Prospect Park West en 1995, en conjunción con el famoso escritor local Paul Auster. En Mejor... imposible, de 1997, se ve a Jack Nicholson y Helen Hunt caminando a través de varios paisajes urbanos de Prospect Park West y de las row houses que caracterizan al barrio. Farrell's Bar & Grill, también en la calle 16 y en Prospect Park West, es una institución antigua y famosa (como se puede ver en la película Pollock con Ed Harris), que aparece en numerosos filmes. Varias escenas de Ragtime (E.L. Doctorow), Brighton Beach Memoirs (Neil Simon), The Gift (Pete Hamill) y Turk 182 (Dennis Hamill) fueron filmadas en Windsor Terrace. La película π de Darren Aronofsky cuenta con varias escenas de metro grabadas en la estación de Calle 15-Prospect Park. La primera escena en la película de Geena Davis Angie fue también grabada en Windsor Terrace, en Fuller Place (una calle por encima de Howard Place donde vivía el personaje de Helen Hunt en Mejor... imposible). Alanis Morissette filmó el video musical de "Hand In My Pocket" de su álbum Jagged Little Pill en Prospect Park West entre Windsor Place y la calle 16tdurante agosto de 1995.